# Wohnhaus Eschstraße 14

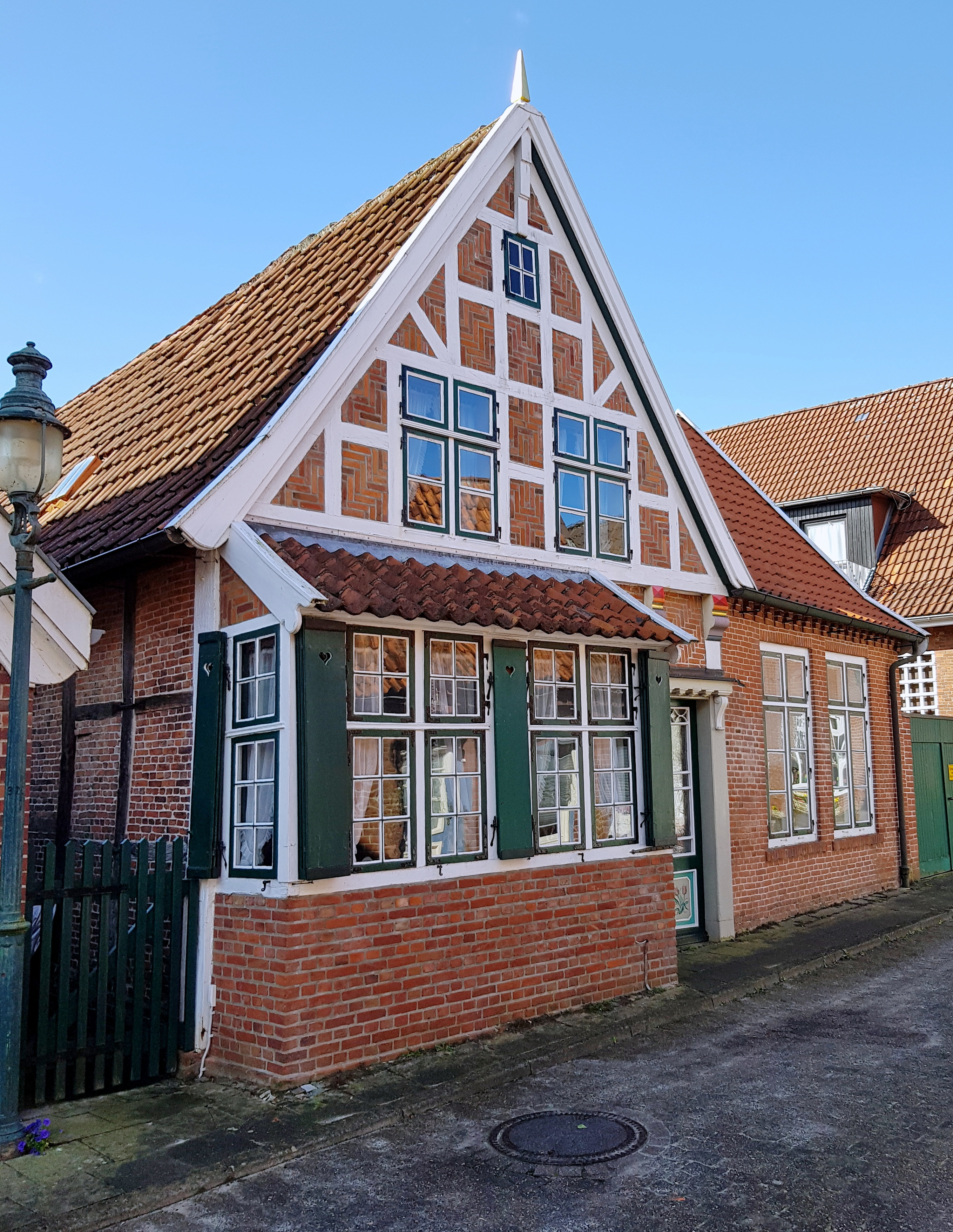
Süd- und Ostfassade (2023)

Das Wohnhaus Eschstraße 14, direkt an der Medem, in der niedersächsischen Samtgemeinde Land Hadeln, Gemeinde Otterndorf, im Landkreis Cuxhaven, stammt vom Ende des 18. Jahrhunderts. Aktuell (2024) wird es als Wohn- und Geschäftshaus genutzt.
Das Gebäude steht unter Denkmalschutz (siehe auch Liste der Baudenkmale in Otterndorf).

## Geschichte und Beschreibung
Otterndorf war der Hauptort des Landes Hadeln. 1400 erhielt er von Herzog Erich von Sachsen-Lauenburg das Stadtrecht. Östlich der Medem, einem Nebenfluss der Elbe, entstand ab den 18. Jahrhundert nahe beim Zentrum ein Wohnquartier.

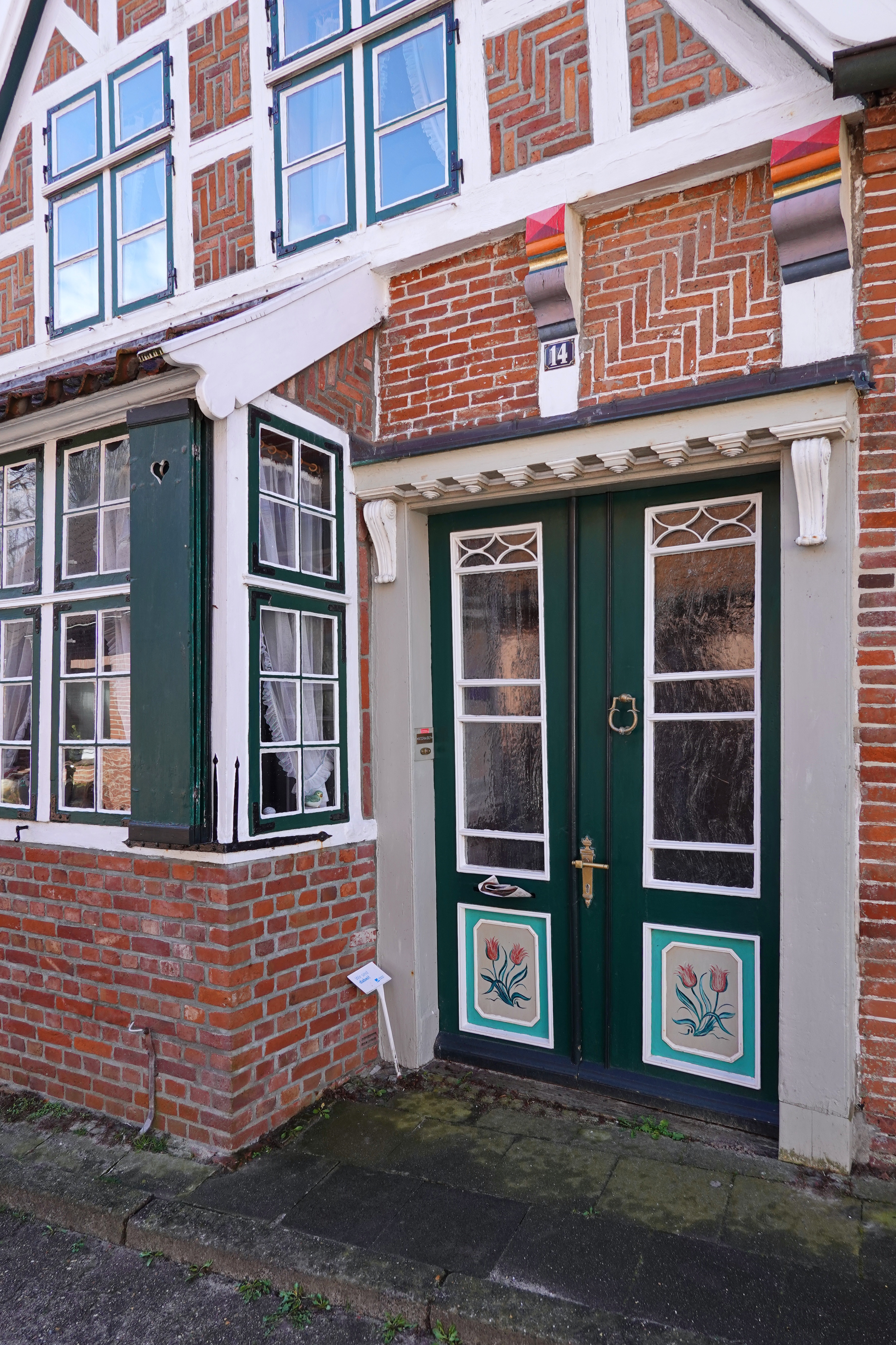
Haustür und Utlucht

Das eingeschossige giebelständige L-förmige Gebäude in Fachwerk mit Steinausfachungen, ziegelgedecktem Satteldach und einem etwas vorkragenden Giebeldreieck auf profilierten Knaggen und mit einem Giebelspieß sowie einer Utlucht wurde um 1790 gebaut. Der traufständige rechte Anbau wurde etwas später gebaut und erhielt im Giebeldreieck eine regionaltypische waagerechte Verbretterung sowie einen Ladebalken.
Das Landesdenkmalamt befand u. a.: „Das kleine Wohnhaus Eschstraße 14 repräsentiert einen in Otterndorf lange verbreiteten Haustyp des giebelständigen, eingeschossigen Fachwerkbaus mit Satteldach, häufig mit einer oder zwei Ausluchten“.